# Giannīs Parios
Giannīs Parios (in greco Γιάννης Πάριος?, traslitterato anche Yiannis Parios; Paro, 5 marzo 1946) è un cantante greco.

## Biografia
Giannīs Parios (vero nome Iōannīs Varthakourīs (in greco: Ιωάννης Βαρθακούρης)) nacque nell'isola di Paros (Cicladi), da cui il nome d'arte, il 5 marzo 1946.
Fu sposato con Sophia Aliberti (1986-1996).

## Discografia
- Yiannis Parios (1971)
- Ti theleis na kano (1972)
- Anthropina kai kathimerina (1973)
- Pou tha paei pou (1974)
- Erhontai stigmes (1975)
- Tora pia (1976)
- Mi fevgeis mi (1977)
- Na giati se agapisa (1978)
- Tha me thymitheis (1979)
- Se hreiazomai (1980)
- Ena gramma (1981)
- Ta nisiotika (1982)
- Otan vradiazi (1983)
- Pio kali i monaksia (1984)
- Ego kai esy (1985)
- Xarhakos-Parios (1986)
- Ola gia ton erota (1987)
- I megaliteres epityxies tou (1987)
- Pistos (1988)
- Ta erotika tou '50 (1988)
- I parastasi arxizi (1989)
- San trelo fortigo (1989)
- Ki ego mazi sou (1990)
- Epithesi agapis (1991)
- Epafi (1992)
- Ta nisiotika 2 (1992)
- Panta erotevmenos (1993)
- Vios erotikos (1994)
- Parea me ton Hari (1995)
- I monaksia mes ta matia mou (1996)
- Tipsis (1997)
- Tosa grammata (1998)
- Dose mou ligaki ourano (1999)
- Parios erotas (2000)
- O erotikos theodorakis (2001)
- Alli mia fora (2001)
- Mia varka na pas apenanti (2002)
- To kalo pou sou thelo (2003)
- Mia sinithismeni mera (2003)
- De gyrizo piso (2005)
- Ta dueta tou erota (2006)
- Pou pame meta (2008)
- Symperasma ena (2009)
- Ta kommatia ths psyxhs mou (2010)